# Gasparo Berti
Pour les articles homonymes, voir Berti.
Gasparo Berti, né en 1600 à Mantoue (Italie) et mort en 1643 à Rome, était un physicien et astronome italien. Il a participé avec  Evangelista Torricelli à la mise en évidence de la pression atmosphérique.

## Biographie
De 1640 à 1643, avec Raffaello Magiotti, Gasparo Berti élabore divers appareils expérimentaux, des siphons de plus de 11 m de haut pour montrer qu'une colonne d'eau ne peut pas monter à plus de 10,30 m. Malheureusement ses expériences ne purent convaincre les tenants de la vacuité, dont Athanasius Kircher, qui mirent en doute l'étanchéité de ses appareils.
Gasparo Berti s'est aussi intéressé à d'autres problèmes pratiques comme la mesure de l'humidité, et a succédé à Benedetto Castelli à la chaire de mathématiques au collège de Rome (1643).

## Sources
- (en) Biographie sur le site du Museum d'histoire des sciences à Florence
- (en) Fiche signalétique projet Galilée